# Кредитно-модульна система
Креди́тно-мо́дульна систе́ма (КМС) організації навчального процесу — це форма організації навчального процесу, яка ґрунтується на поєднанні модульних технологій та використання залікових одиниць — залікових кредитів. Поширеною є кредитна система, яка ґрунтується на принципах Європейської кредитно-трансферної системи — ECTS.
Кредитно-модульна система організації навчального процесу передбачає можливість складання індивідуальних навчальних планів для окремих студентів.
17 вересня 2014 року МОН скасувало кредитно-модульну систему організації навчального процесу.

## Тлумачення
Термін «модульне навчання» семантично пов'язаний з поняттям «модуль», однією з найпоширеніших дефініцій якого є «функціональний вузол, цілісний блок інформації». Отже, наукові підходи до модульної організації змісту освіти, хоч первинно і ґрунтуються на ідеї блочного викладання навчального матеріалу, все ж істотно різняться між собою. Заслуговує на увагу концепція, яка узагальнює різні погляди на шляхи реалізації принципу модульності в освітній практиці. Вона формулює такі базові правила навчання:
- навчальні матеріали треба структурувати з урахуванням досягнення кожним студентом чітко визначених дидактичних цілей;
- він має бути організований як цілісний блок інформації, що реалізує комплексну дидактичну мету;
- відповідно до обсягу і структури освітнього матеріалу доцільно інтегрувати різноманітні види, форми і технології навчання.

Загалом, серед основних дефініцій принципу модульності в зарубіжній і вітчизняній літературі заслуговують наукового аналізу такі:
- модуль як самостійна група ідей, якими оволодівають студенти за допомогою дидактично доцільних засобів, що відповідають природі цих ідей;
- модуль – самостійне визначення такої цілісної одиниці навчальної діяльності, яка сприяє досягненню студентами чітко сформульованих цілей і завдань;
- модульність передбачає застосування різних форм і методів навчання, що підпорядковані загальній темі навчального курсу.

Ідея модульно-розвивального навчання як експериментальної системи освіти впроваджується поаспектно; набір аспектів визначається такими етапами становлення інноваційної системи освіти:
- від модульної теми і міні-курсу до модульної навчальної програми і модульного програмно-методичного комплексу;
- від модульного заняття до формального модуля як сукупності 20-ти чи 30-ти хвилинних міні-модулів;
- від операційного і системно-діяльніського модулів до цілісних дидактичних модулів.

Отже, навчальний модуль – центральний елемент модульно-розвивальної системи. Він є цільовою, відкритою і відносно завершеною сукупністю взаємозалежних циклів навчальної, виховної та освітньої розвивальної взаємодії педагога та студента, яка реалізує змістовий модуль через форму-модуль, і такий спосіб забезпечує оптимізацію розвитку особистості, опонуючи традиційним засобам, формам і методам класичної системи. Теорія модульно-розвивальної системи ґрунтується на науковому розумінні єдиного навчально-виховного освітнього процесу як форми освітньої соціалізації особистості.
Високий динамізм Європейського ринку праці вимагає таких дипломів про вищу освіту, що визнаються у всіх країнах Європи. Це поза сумнівом повинне привести до зближення вузівських систем і створення єдиної системи оцінки якості знань. Дискусії з приводу плюсів і мінусів процесів Європейської інтеграції, глобалізації ринку праці і проблем реорганізації вищої освіти продовжується, але поступово зміщуються від питання «Що робити?» до питання «Як робити?».
Участь в Болонському процесі має на меті зближення нашої вищої школи з Європейською моделлю, входження Українських вузів в загальноєвропейський простір вищої освіти. Але на даному етапі головним є не визнання в Європі наших документів про освіту і навіть не питання академічної мобільності при всій важливості обміну професурою і студентами і вироблення для цього адекватних механізмів.